# Boudewijn Geels
Boudewijn Geels (Alkmaar, 1970) is een Nederlandse journalist. Hij heeft journalistiek gestudeerd in Utrecht en is daarna als freelancer gaan werken voor onder meer de Volkskrant, het Algemeen Dagblad, Quote, Nieuwe Revu en HP/De Tijd. In 2003 kwam hij bij HP/De Tijd in vaste dienst. Geels schreef vooral over ontwikkelingen in de media, veiligheid, integratie, economie en politiek. 
In 2010 was hij enige tijd hoofdredacteur (a. i.) van HP/De Tijd, dat toen nog een weekblad was. Vervolgens werd hij chef redactie. In die functie maakte hij in het voorjaar van 2012 de om financiële redenen noodzakelijke en succesvolle omvorming van HP/De Tijd tot maandblad mee. Op 1 januari 2013 werd Geels hoofdredacteur van dit maandblad, samen met freelancer Daan Dijksman. Schrijvende redacteuren in vaste dienst had het blad toen al niet meer. HP/De Tijd bleef kampen met sterk teruglopende advertentie-inkomsten. In augustus 2013 werd Geels' duo-functie wegbezuinigd. Hij was daarmee de laatste HP-hoofdredacteur in vaste dienst. Het laatste nummer waar hij verantwoordelijkheid voor had, het zomernummer van 2013, bleek achteraf de best verkochte maandeditie tot dat moment. 
Begin 2014 werd Geels eindredacteur bij Het Financieele Dagblad. Hij kreeg tevens een column in het journalistenvakblad Villamedia Magazine, ‘Geels deelt uit’. Hierin schreef hij op speels-vileine wijze over ‘media en mediamensen’, variërend van Vrij Nederland tot Arie Boomsma. In het meinummer van 2017 beëindigde Geels zijn column vrijwillig. Naar eigen zeggen had hij na bijna drie en een half jaar genoeg collega’s de maat genomen.
Naast zijn werk als eindredacteur schrijft Geels ook regelmatig grote verhalen voor het FD, met name over immigratie en de multiculturele samenleving. Ook maakt hij interviews voor onder andere Nieuwe Revu en schrijft hij columns voor het motorblad ProMotor en de Waterkampioen.
Geels is ook basgitarist. Sinds december 2018 is hij de bassist van progrockband Milky Way Gas Station. Eerder speelde hij onder meer in de Amsterdamse metalband Vexation, en samen met zanger/acteur Jeroen van Koningsbrugge in de Black Daniels, de voorloper van stonerrockband Zeus. 
Geels is republikein.